# Borsunlu
Borsunlu est un village et une commune de la région de Goranboy en Azerbaïdjan. Sa population de 3 348 habitants . La municipalité comprend les villages de Borsunlu et de Qazaxlar. 

## Personnalités
Borsunlu est le lieu de naissance de l'homme de lettre et poète Mikael Rafili.   